# Effet Thorpe-Ingold
L'effet Thorpe–Ingold est un effet observé en chimie où l'augmentation de l'encombrement stérique favorise la fermeture d'un cycle ou une réaction intramoléculaire. Cet effet a été décrit pour la première fois par Richard M. Beesley, Jocelyn F. Thorpe et Christopher K. Ingold en 1915 dans le cadre d'une étude de réactions de cyclisation. Depuis, son implication a été mise en évidence dans de nombreux domaines de la chimie.

## Mise en évidence
La comparaison des vitesses de formation de lactones (lactonisation) à partir de différents acides 2-hydroxybenzènepropioniques fournit une illustration de cet effet : le nombre croissant de groupements méthyle sur la chaine aliphatique qui formera le cycle accélère le processus de cyclisation, alors que si les groupements méthyles sont ajoutés ailleurs dans la molécule, l'effet est négligeable.

## Applications
En synthèse, une application de cet effet est le remplacement d'un carbone porteur d'atomes d'hydrogène par un carbone quaternaire (par exemple, un groupement gem-diméthyle) dans une chaine alkyle pour augmenter la vitesse de réaction et/ou la constante d'équilibre des réactions de cyclisation, par exemple dans le cas d'une réaction de métathèse d'oléfines.
Dans le domaine des foldamères peptidiques, des résidus d'acides aminés contenant des carbones quaternaires tels que l'acide 2-aminoisobutyrique sont utilisés pour favoriser la formation de certains types d'hélices.
L'utilisation de l'effet Thorpe-Ingold en catalyse supramoléculaire est illustrée par des dérivés du diphénylméthane munis de groupements guanidinium. Ces composés sont actifs pour le clivage du composé modèle d'ARN HPNP. Lors de ces réactions, la substitution du groupe méthylène de l'espaceur diphénylméthane par des fragments cyclohexylidène et adamantylidène améliore l'efficacité catalytique par des facteurs de, respectivement, 4,5 et 9,1.

## Rationalisation
Une proposition d'explication pour cet effet se fonde sur le fait que si un carbone possède quatre substituants, notés R1, R2, R3, et R4, l'accroissement de la taille des substituants R1 et R2 (par exemple en remplaçant des atomes d'hydrogène par des groupements méthyle) impose d'augmenter l'angle R1-C-R2. Ainsi, l'angle entre les deux autres substituants (R3-C-R4) diminue, ce qui augmente la probabilité de rencontre des substituants R3 et R4 et augmente par ce biais la vitesse de la réaction entre ces deux groupements. Il s'agit donc d'un effet cinétique.
Cet effet a également une composante thermodynamique car l'énergie de déformation (calculée par des méthodes de chimie théorique) diminue lors de l'ajout de groupements méthyles en passant du cyclobutane (8 kcal/mol) au 1,1-diméthylcyclobutane (1,5 kcal/mol).